# Carol Vorderman

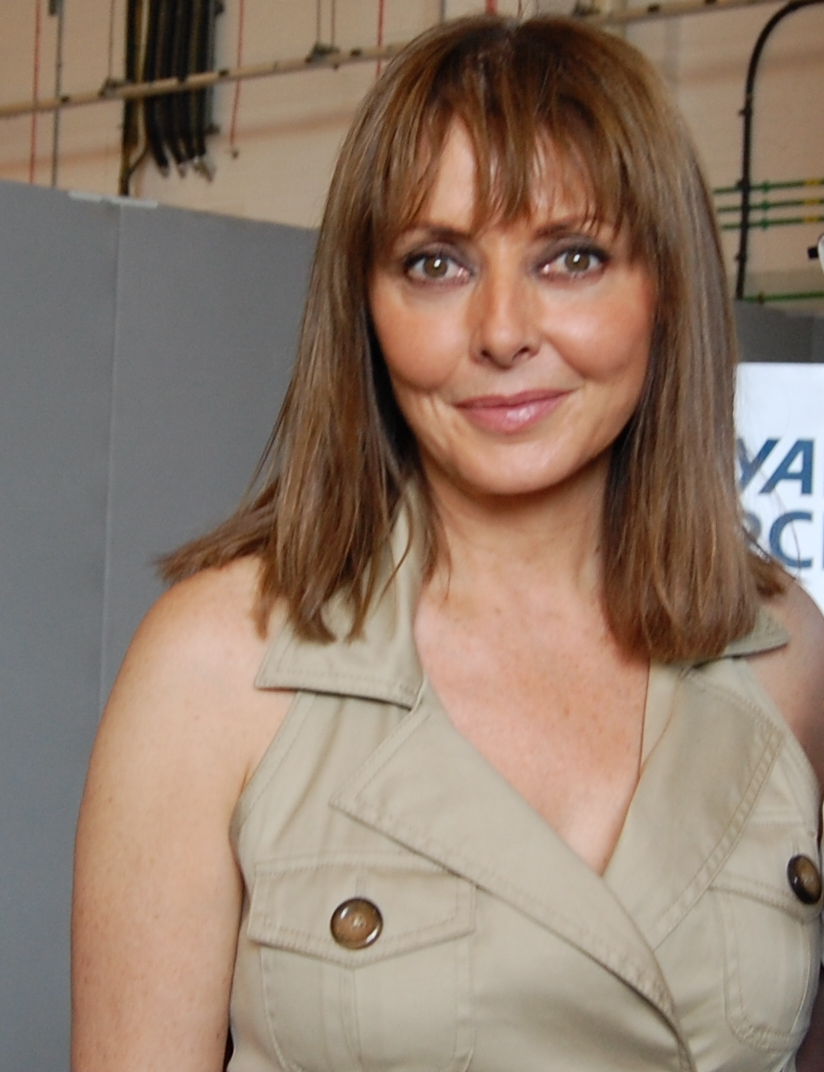
Carol Vorderman bei der Waddington Air Show 2011

Carol Jean Vorderman, MBE (* 24. Dezember 1960 in Bedford, Bedfordshire) ist eine britische Moderatorin, Schauspielerin, Autorin und Sängerin, welche insbesondere durch ihre 26-jährige Co-Moderation der Spieleshow Countdown bekannt wurde. Als Schriftstellerin und Kolumnistin schreibt sie hauptsächlich über Detox-Diäten sowie Erziehung, darüber hinaus moderiert sie alljährlich die Pride of Britain Awards.

## Lebenslauf
Vorderman ist die jüngste Tochter des Niederländers Anton Vorderman und dessen walisischer Frau Edwina Jean Vorderman, geborene Davies; der niederländische Arzt und Chemiker Adolphe Vorderman ist ihr Urgroßvater. Drei Wochen nach ihrer Geburt trennten sich ihre Eltern, weswegen sie unter Obhut ihrer alleinerziehenden Mutter im nordwalisischen Prestatyn aufwuchs. Ihren Vater traf sie erstmals im Alter von 42 Jahren wieder. Sie besuchte die Katholische High School im nahegelegenen Rhyl, um im Anschluss an der University of Cambridge Maschinenbau zu studieren.

## Frühe Karriere
Nach ihrem Studium arbeitete Vorderman zunächst im Pumpspeicherkraftwerk Dinorwig und bildete sich im Anschluss im Bereich Management fort. In ihrer Freizeit betätigte sie sich zu jener Zeit als Hintergrundsängerin, zusammen mit ihrer Popgruppe Dawn Chorus and the Blue Tits folgten einige kurze Radio- und Fernsehauftritte. Später arbeitete sie als Mediengestalterin für die United Kingdom Atomic Energy Authority und produzierte insbesondere Dokumentationen und Aufklärungsfilme über Atomkraft.

## Fernsehkarriere

### Countdown(1982–2008)
Vordermans Mutter antwortete 1981 in ihrem Namen auf eine Anzeige in einer Tageszeitung, in welcher eine „Frau mit guten Mathematikkenntnissen“ zur Co-Moderation einer neuen Quizshow gesucht wurde. Ihre damals 21-jährige Tochter wusste davon allerdings nichts, wurde aber bei einem ersten Casting sofort angenommen. Sie wurde fester Teil des Rateteams von Countdown seit Beginn der Serie 1982 bis 2008. Sie zeigte einen damals neuen, intellektuellen Stil für eine Quizshow-Moderatorin, indem sie auf besonders schnelle Weise auch komplexe arithmetische Berechnungen aufstellte und damit im Sinne der Spielregeln Gegnerin der jeweiligen Kandidaten der Sendung war. Der Erfolg in der Spieleshow brachte ihr ein beträchtliches Einkommen ein; zeitweise war sie eine der am besten bezahlten Frauen im ganzen Vereinigten Königreich mit einem geschätzten Jahreseinkommen von einer Million Pfund Sterling.
Zwischen 1987 und 1989 moderierte sie an der Seite von Tim Rowett für die BBC mehrere Episoden der Wissenschaftssendung Take Nobody's Word for It.
Im Juni 2005 bekam sie von den Produzenten von Countdown das Angebot, die Rolle des Moderators als Nachfolge des verstorbenen Richard Whiteley anzutreten, was sie allerdings ablehnte. Während einer viermonatigen Sendepause fand sich Des Lynham als Nachfolger in der Moderation, ihm folgte ab 2007 Des O’Connor.
Am 25. Juli 2008 wurde bekannt gegeben, dass Vorderman nach 26 ununterbrochenen Jahren die Show verlassen wird, als Grund dafür nannte sie später die vom Sender Channel 4 geforderte Gehaltsminderung von 90 Prozent. Erste Gedanken die Show zu verlassen hegte sie seit dem Tod Whiteleys 2005, ihr Entschluss festigte sich allerdings erst mit der Bekanntgabe O’Connors 2008, die Show ebenfalls zu verlassen. Beide nahmen ihre letzte Folge im November 2008 auf, ausgestrahlt wurde diese am 12. Dezember des Jahres. Ihr Abschied von der Sendung wurde in den britischen Medien aufmerksam begleitet und verarbeitet.

### Loose Women(2011–2014)
Ab Juli 2011 häuften sich Berichte, dass Vorderman als Moderatorin der Talkshow Loose Women (deutscher Ableger Frauenzimmer) im Gespräch war, was später auch offiziell bestätigt wurde. Ihre erste Episode moderierte sie im September 2011. Sie war von nun an zwei- bis dreimal pro Woche an der Seite von Andrea McLean zu sehen, nach der Sommerpause 2013 nur noch einmal wöchentlich. Nach der Rückkehr der ehemaligen Moderatoren Kaye Adams und Ruth Langsford war Vorderman nur noch gelegentlich in den Vorabendausgaben der Show zu sehen.
Am 14. Juli 2014 gab Vorderman ihren Rückzug aus der Show bekannt.

### Weitere Arbeit im Fernsehen
Seit 1999 präsentiert Vorderman die jährlichen Pride of Britain Awards, welche landesweit über den Sender ITV ausgestrahlt werden.
2004 trat sie an der Seite des Tänzers Paul Killick in der BBC-Fernsehsendung Strictly Come Dancing auf; das Paar schied in der zweiten Runde aus dem Tanzwettbewerb aus. 2004 und 2006 hatte sie jeweils einen Gastauftritt in der Panel-Show Have I Got News for You sowie im The Sunday Night Project.
2011 moderierte sie insgesamt 15 Ausgaben der Frühstückssendung Lorraine.
Im März 2013 nahm sie in Zusammenarbeit mit ITV die erste Folge einer neuen Spieleshow namens Revolution auf. Im Juni 2013 kündigte ITV allerdings die Einstellung des Projektes an, die Aufnahmen wurden nie ausgestrahlt und mittlerweile vernichtet.
2016 belegte Vorderman den achten Platz in der sechzehnten Staffel der Show I'm a Celebrity...Get Me Out of Here!, dem britischen Ableger von Ich bin ein Star – Holt mich hier raus!.
Am 19. April 2020 strahlte der walisische Regional-Fernsehsender S4C die Show Iaith ar Daith aus, in welcher Vorderman an der Seite des walisischen Journalisten Owain Wyn Evans, in welcher beide die Landschaften und die Sprache von Wales erkundeten. Vorderman spricht seitdem ein gutes Walisisch.
Am 25. Dezember 2023 erreichte Vorderman als Reindeer bei einer Weihnachts-Spezialfolge der britischen Version von The Masked Singer den zweiten Platz.

## Filmografie

### Fernsehen
| Jahr             | Titel                                 | Rolle                                     | Sender        |
| ---------------- | ------------------------------------- | ----------------------------------------- | ------------- |
| 1982–2008        | Countdown                             | Statistin Co-Moderatorin (4,832 episodes) | Channel 4     |
| 1987–1989        | Take Nobody's Word for It             | Co-Moderatorin                            | BBC One       |
| 1990–1996, 1998  | How 2                                 | Co-Moderatorin                            | CITV (ITV)    |
| 1993             | World Chess Championship 1993         | Co-Moderatorin                            | Channel 4     |
| 1994             | Tomorrow's World                      | Co-presenter                              | BBC One       |
| 1996             | Entertainment Today                   | Moderatorin                               | ITV           |
| 1997             | Hot Gadgets                           | Moderatorin                               | BBC One       |
| 1996             | Out of this World                     | Moderatorin                               | BBC One       |
| 1998             | What Will They Think of Next          | Presenter                                 | ITV           |
| 1999             | Dream House                           | Moderatorin                               | BBC One       |
| 1999–2003        | Better Homes                          | Moderatorin                               | ITV           |
| 1999–heute       | Pride of Britain Awards               | Moderatorin                               | ITV           |
| 2000             | Star Lives                            | Moderatorin                               | ITV           |
| 2001–2002        | Britain's Brainiest Kid               | Moderatorin                               | ITV           |
| 2004             | Strictly Come Dancing                 | Teilnehmerin                              | BBC One       |
| 2004, 2006       | Have I Got News for You               | Gast-Moderatorin                          | BBC One       |
| 2005–2006        | Carol's Big Brain Game                | Co-Moderatorin                            | Sky One       |
| 2006             | The Sunday Night Project              | Gast-Moderatorin                          | Channel 4     |
| 2008             | One Last Consonant, Please Carol      | Thema                                     | Channel 4     |
| 2011, 2018–heute | Lorraine                              | Aushilfs-Moderatorin                      | ITV           |
| 2011–2014        | Loose Women                           | Moderatorin                               | ITV           |
| 2013             | Food Glorious Food                    | Moderatorin                               | ITV           |
| 2016             | I'm a Celebrity...Get Me Out of Here! | Teilnehmerin                              | ITV           |
| 2020             | Iaith ar Daith                        | Teilnehmerin                              | S4C           |
| 2020             | Michael McIntyre's The Wheel          | Teilnehmerin                              | BBC One       |
| 2021             | Carol Vorderman: Closer to Home       | Moderatorin                               | BBC One Wales |

## Außerhalb des Fernsehens

### Journalismus
Vorderman schrieb Beiträge und Kolumnen für The Daily Telegraph und den Daily Mirror, meistens behandelte sie dabei Internet-Themen. Als Autorin verfasste sie mehrere Bücher über Detox-Diäten; ihr erfolgreichstes Buch, Detox For Life verkaufte sich mehr als eine Million Mal und führte mehrere Wochen die Bestsellerliste des Vereinigten Königreiches an.
Mehrere Schulbücher wurden unter ihrem Namen veröffentlicht. Der Verlag Dorling Kindersley veröffentlichte ihre Arbeiten unter anderem in Serien wie English Made Easy, Maths Made Easy und Science Made Easy.

### Kommerzielle Aktivitäten
Als Entwicklerin und Publizistin von Denk- und Ratespielen trat Vorderman ab 2007 mit einer eigenen Linie an Sudoku-Produkten auf. Ebenfalls 2007 veröffentlichte sie mit dem Spiel Carol Vorderman's Sudoku für die PlayStation 2 erstmals ein Videospiel.
Nach dem Ende ihrer Moderation von Countdown gab Vorderman bekannt, als Immobilien- und Grundstücksunternehmerin mit Schwerpunkt Tourismus und Hotels tätig zu werden. Die Carol Vorderman's Overseas Homes Ltd. musste ihre Tätigkeit nach der globalen Finanzkrise ab 2007 einstellen.

### Weiteres Engagement
Vorderman, selbst gläubige Katholikin, moderierte zusammen mit Frank Cottrell Boyce mehrere Veranstaltungen im Londoner Hyde Park anlässlich des Besuches von Papst Benedikt XVI. im Vereinigten Königreich.

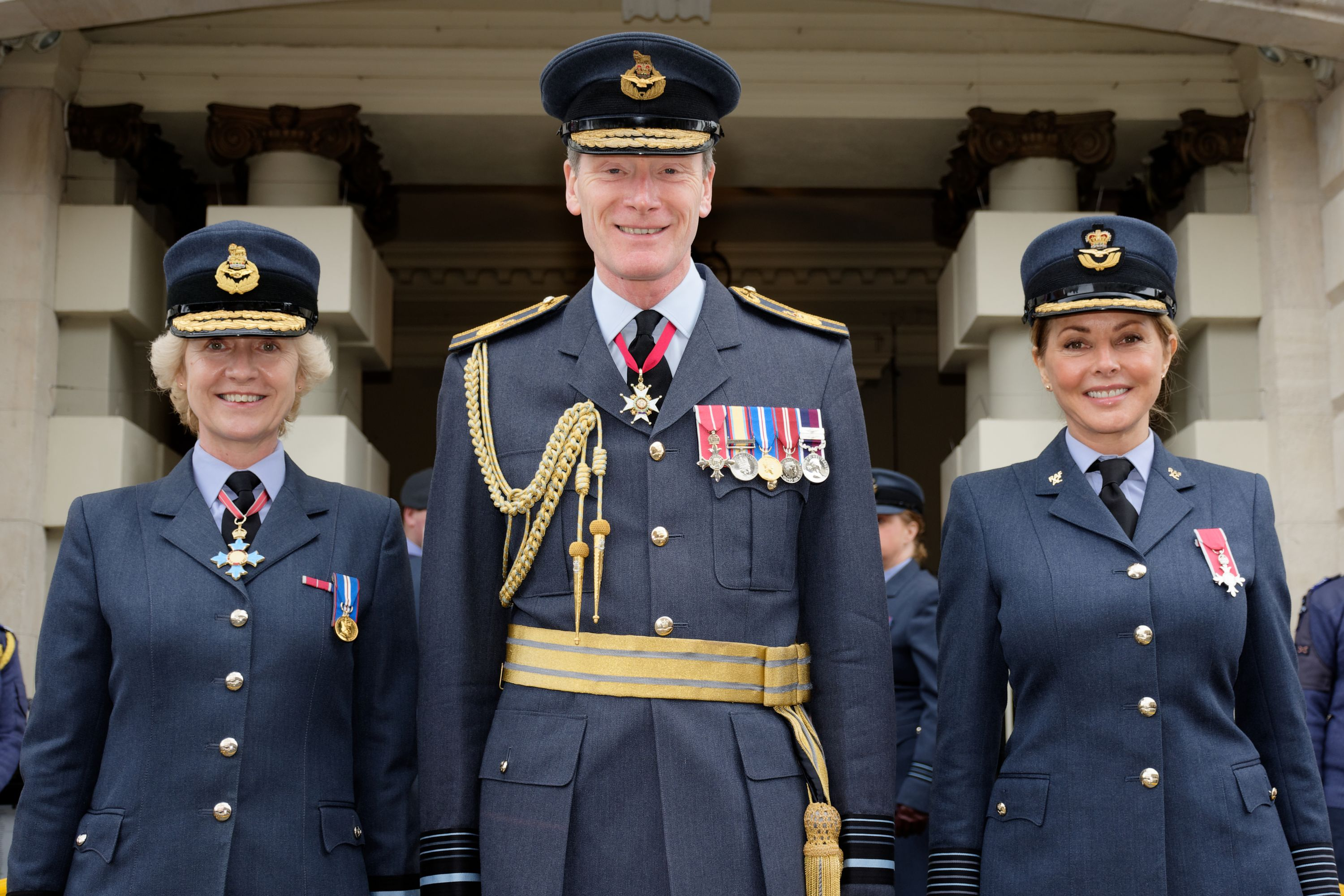
Carol Vorderman (rechts) mit Air Commodore Dawn McCafferty und Air Marshall Julian Young, 2018

2014 legte Vorderman die Prüfung zur Privat-Pilotin ab und gab ihr Ziel bekannt, alleine um die Welt zu fliegen. Sie nannte ihr Flugzeug Mildred, benannt nach der englischen Pilotin und Flugpionierin Mildred, Mrs Victor Bruce, welche sie als ihr persönliches Vorbild und ihre Heldin bezeichnete.
Im Anschluss an ihre Pilotenkarriere wurde Vorderman zur Botschafterin der Royal Air Force Air Cadets ernannt, der Jugendorganisation der Royal Air Force. Sie trat damit die Nachfolge von Chris Hoy in diesem Amt an und ist die erste Frau im Botschafteramt, derzeit hat sie den Rang eines Ehrenoberst inne.

## Persönliches
Vorderman ist praktizierende Katholikin. Sie war ab 1985 mit dem Marineoffizier Christopher Mather verheiratet, die Ehe wurde zwölf Monate später wieder aufgelöst. 1990 heiratete sie den Manager Patrick King, mit welchem sie ihre zwei Kinder Katie (* 1992) und Cameron (* 1997) hat. Die Ehe wurde im Jahr 2000 geschieden.
1999 lernte sie den Journalisten Des Kelly auf einer Weihnachtsparty kennen, mit welchem sie ab 2001 abwechselnd in London und ihrem Haus in Glandore im irischen County Cork lebte. Das Paar trennte sich im Dezember 2006.
Vorderman lebt mit ihren zwei Kindern zusammen in Bristol.

## Auszeichnungen
2000 wurde sie anlässlich der Queen’s Birthday Honours als Member des Order of the British Empire (MBE) ausgezeichnet. Sie ist gewähltes Ehrenmitglied der Bangor University in Nord-Wales und seit 2000 Trägerin des Ehrentitels der University of Bath.

## Politische Ansichten
Vorderman ist als heftige Kritikerin der Bildungspolitik der Labour-Regierung in Erscheinung getreten. Im Februar 2009 wurde bekannt gegeben, dass sie einer neuen Task Force zur Neuausrichtung des englischen Mathematikunterrichts vorstehen wird, dies geschah auf persönlichen Wunsch von Premierminister David Cameron. Vorderman gilt traditionell als Unterstützerin der Conservative Party.

## Veröffentlichungen
- Carol Vorderman's Pop Music Times Tables, 1990
- Carol Vorderman's How to Write a Perfect Letter, 1991
- How Mathematics Works, 1996
- Carol Vorderman's Guide to the Internet (written with Rob Young), 1998
- Carol Vorderman's How to Do Sudoku, 2005
- Carol Vorderman's Massive Book of Sudoku, 2005
- Eat Yourself Clever, 2008
- Carol Vorderman's Guide to Maths
- Carol Vorderman's Detox Diet
- It All Counts, 2010